# Kurt & Courtney
Kurt & Courtney è un film documentario del 1997 diretto da Nick Broomfield.
Il titolo è ispirato a quello del film Sid & Nancy. Il documentario si presenta come un'investigazione sulla morte di Kurt Cobain, ufficialmente per suicidio, di cui si sospetta essere stato un omicidio, forse commissionato dalla vedova Courtney Love.
Il film avrebbe dovuto essere proiettato al Sundance Film Festival, ma, per le proteste di Courtney Love, gli organizzatori del festival cambiarono idea. Broomfield allora decise di togliere tutte le musiche dei Nirvana dal film e inserirvi quelle di gruppi minori della città di Seattle come ad esempio gli Zeke, i Dwarves, gli Earth e Rozz Rezabek.